# Bitiélo Jean-Jacques
Bitiélo Jean-Jacques (Port-au-Prince, 28 dicembre 1990) è un ex calciatore haitiano, di ruolo difensore.

## Carriera

### Nazionale
Ha debuttato in Nazionale il 9 settembre 2014, nell'amichevole Cile-Haiti (1-0), subentrando a Sony Mustivar al minuto 87. Ha partecipato, con la Nazionale, alla CONCACAF Gold Cup 2015. Ha collezionato in totale, con la maglia della Nazionale, quattro presenze.

## Statistiche

### Cronologia presenze e reti in Nazionale
| Cronologia completa delle presenze e delle reti in nazionale ― Haiti | Cronologia completa delle presenze e delle reti in nazionale ― Haiti | Cronologia completa delle presenze e delle reti in nazionale ― Haiti | Cronologia completa delle presenze e delle reti in nazionale ― Haiti | Cronologia completa delle presenze e delle reti in nazionale ― Haiti | Cronologia completa delle presenze e delle reti in nazionale ― Haiti | Cronologia completa delle presenze e delle reti in nazionale ― Haiti | Cronologia completa delle presenze e delle reti in nazionale ― Haiti |
| Data                                                                 | Città                                                                | In casa                                                              | Risultato                                                            | Ospiti                                                               | Competizione                                                         | Reti                                                                 | Note                                                                 |
| -------------------------------------------------------------------- | -------------------------------------------------------------------- | -------------------------------------------------------------------- | -------------------------------------------------------------------- | -------------------------------------------------------------------- | -------------------------------------------------------------------- | -------------------------------------------------------------------- | -------------------------------------------------------------------- |
| 09-09-2014                                                           | Fort Lauderdale                                                      | Cile                                                                 | 1 – 0                                                                | Haiti                                                                | Amichevole                                                           | -                                                                    | 87’                                                                  |
| 12-11-2014                                                           | Montego Bay                                                          | Haiti                                                                | 2 – 2                                                                | Antigua e Barbuda                                                    | Gold Cup 2015                                                        | -                                                                    |                                                                      |
| 18-11-2014                                                           | Montego Bay                                                          | Cuba                                                                 | 1 – 2                                                                | Haiti                                                                | Gold Cup 2015 - Finale 3º posto                                      | -                                                                    |                                                                      |
| 27-03-2015                                                           | Changsha                                                             | Cina                                                                 | 2 – 2                                                                | Haiti                                                                | Amichevole                                                           | -                                                                    |                                                                      |
| Totale                                                               |                                                                      | Presenze                                                             | 4                                                                    |                                                                      | Reti                                                                 | 0                                                                    |                                                                      |